# USS LST-475
O USS LST-475 foi um navio de guerra norte-americano da classe LST que operou durante a Segunda Guerra Mundial.